# Muzykoterapia (zespół muzyczny)
Muzykoterapia – polska grupa muzyczna, która powstała w październiku 2002. Zespół został założony przez artystów młodego pokolenia, którzy studiowali w tej samej szkole muzycznej. Ich debiutancki album Muzykoterapia, wydany 28 kwietnia 2006 roku, jest opisywany jako eklektyczna mikstura elektroniki i jazzu.
Słowo muzykoterapia jest przez członków grupy definiowane jako „leczenie z muzycznej nudy”. Nazwa zespołu obrazuje efekt, jaki według muzyków kompozycje mają wywierać na słuchaczy.

## Dyskografia
| 2006                           | Muzykoterapia - Data: 28 kwietnia 2006 - Wydawca: Asfalt Records        | 34 |
| 2011                           | Piosenki Izy - Data: 22 listopada 2011 - Wydawca: Muzykoterapia Records | –  |
| „–” pozycja nie była notowana. |                                                                         |    |

## Teledyski
| Rok  | Tytuł        | Reżyseria/Realizacja | Album         | Źródło |
| ---- | ------------ | -------------------- | ------------- | ------ |
| 2007 | „Winobranie” | –                    | Muzykoterapia | [ 7 ]  |
| 2011 | „Komedia”    | Krzysztof Skonieczny | Piosenki Izy  | [ 3 ]  |